# 儀間晴香
儀間 晴香（ぎま はるか、1987年3月19日 - ）は、沖縄県浦添市出身のハンドボール選手。日本ハンドボールリーグの大阪ラヴィッツ所属。

## 経歴
浦添市立浦城小学校4年生の時に母親に「ハンドボールやるか塾に通うか決めなさい」と言われハンドボールを開始。浦添市立仲西中学校時代は第10回JOCジュニアオリンピックカップで優秀選手に選出された。中学卒業後は沖縄県立那覇西高等学校へ進学。
高校卒業後は日本女子体育大学へ進学し、2006年に関東学生ハンドボール・春季リーグで優秀新人賞を受賞した。
2009年に日本ハンドボールリーグのソニーセミコンダクタ九州へ加入。
2010年は第20回世界学生ハンドボール選手権の日本代表U-24に選出された。
2014年6月に行われた第19回ヒロシマ国際ハンドボール大会（兼日韓定期戦）で日本代表に初選出された。2014-15年シーズンから主将に就任。同シーズン限りでソニーを退団。
2016年に新チームの大阪ラヴィッツへ加入。
2018年3月10日の対飛騨高山ブラックブルズ岐阜戦で通算200得点を達成。2017-18年シーズンはリーグ9位となる84得点を記録した。
2018-19年シーズンから主将に就任。

## 詳細情報

### 年度別成績
| 年       | チーム         | 試合 | フィールド 得点 | 率   | 7m    | 合計    | 警告 | 退場 | 失格 |
| -------- | -------------- | ---- | --------------- | ---- | ----- | ------- | ---- | ---- | ---- |
| 2009-10  | ソニー         | 15   | 12/29           | .414 | 6/13  | 18/42   | 0    | 0    | 0    |
| 2010-11  | ソニー         | 6    | 1/6             | .167 | 1/1   | 2/7     | 0    | 0    | 0    |
| 2011-12  | ソニー         | 12   | 10/24           | .417 | 7/7   | 17/31   | 0    | 0    | 0    |
| 2012-13  | ソニー         | 15   | 11/37           | .297 | 0/0   | 11/37   | 1    | 1    | 0    |
| 2013-14  | ソニー         | 18   | 25/63           | .397 | 4/7   | 29/70   | 1    | 3    | 0    |
| 2014-15  | ソニー         | 18   | 39/74           | .527 | 0/0   | 39/74   | 0    | 1    | 0    |
| 2017-18  | 大阪ラヴィッツ | 24   | 78/180          | .433 | 6/8   | 84/188  | 0    | 2    | 0    |
| 2018-19  | 大阪ラヴィッツ | 24   | 72/158          | .456 | 0/1   | 72/159  | 4    | 1    | 0    |
| JHL：8年 | JHL：8年       | 132  | 248/571         | .434 | 24/37 | 272/608 | 6    | 8    | 0    |

- 各年度の太字はリーグ最高

### 記録

#### 日本ハンドボールリーグ
- 通算200得点：2018年3月10日、対飛騨高山ブラックブルズ岐阜戦（岩手県営体育館）[9]

### 背番号
- 8 (2009年 - 2015年、2016年 - )

## 代表歴
- ヒロシマ国際大会 (2014年)
- 日韓定期戦 (2014年)